# A Division 1922-1923 (Irlanda)
La stagione 1922-1923 è stata la seconda edizione della League of Ireland, massimo livello del campionato di calcio irlandese.

## Classifica finale
|  | Pos. | Squadra            | Pt | G  | V  | N | P  | GF | GS | DR  |
|  | ---- | ------------------ | -- | -- | -- | - | -- | -- | -- | --- |
|  | 1.   | Shamrock Rovers    | 39 | 22 | 18 | 3 | 1  | 77 | 19 | +58 |
|  | 2.   | Shelbourne         | 34 | 22 | 15 | 4 | 3  | 72 | 14 | +58 |
|  | 3.   | Bohemians          | 32 | 22 | 14 | 4 | 4  | 72 | 23 | +49 |
|  | 4.   | Shelbourne Utd.    | 27 | 22 | 12 | 3 | 7  | 43 | 37 | +6  |
|  | 5.   | St. James's Gate   | 25 | 22 | 11 | 3 | 8  | 49 | 35 | +14 |
|  | 6.   | Athlone Town       | 25 | 22 | 11 | 3 | 8  | 46 | 33 | +13 |
|  | 7.   | Jacobs             | 20 | 22 | 6  | 8 | 8  | 38 | 34 | +4  |
|  | 8.   | Pioneers           | 19 | 22 | 8  | 3 | 11 | 38 | 65 | -27 |
|  | 9.   | Midland Athletic   | 16 | 22 | 7  | 2 | 13 | 30 | 68 | -38 |
|  | 10.  | Dublin Utd.        | 11 | 22 | 4  | 3 | 15 | 30 | 70 | -40 |
|  | 11.  | Olympia            | 11 | 22 | 2  | 7 | 13 | 13 | 57 | -44 |
|  | 12.  | Rathmines Athletic | 5  | 22 | 2  | 1 | 19 | 21 | 74 | -53 |

Legenda:

         Campione d'Irlanda.
         Ritirata dal campionato.
Note:
Due punti a vittoria, uno a pareggio, zero a sconfitta.
Rathmines Athletic ritirato dal campionato dopo 21 gare. Il Dublin United, che avrebbe dovuto disputare l'ultima gara contro il Ratmines Athletic, si vede assegnato due punti a tavolino.

## Statistiche

### Primati stagionali
| Record - Maggior numero di vittorie: Shamrock Rovers (18) - Minor numero di sconfitte: Shamrock Rovers (1) - Miglior attacco: Shamrock Rovers (77) - Miglior difesa: Shelbourne (14) - Miglior differenza reti: Shamrock Rovers e Shelbourne (+58) - Maggior numero di pareggi: Jacobs (8) - Minor numero di vittorie: Olympia e Rathmines Athletic (2) - Maggior numero di sconfitte: Rathmines Athletic (19) - Peggiore attacco: Olympia (13) - Peggior difesa: Rathmines Athletic (74) - Peggior differenza reti: Rathmines Athletic (-53) |

### Classifica marcatori
| Gol |  |  | Giocatore        | Squadra          |
| --- |  |  | ---------------- | ---------------- |
| 27  |  |  | Bob Fullam       | Shamrock Rovers  |
| 26  |  |  | Ralph Ardiff     | Shelbourne       |
| 14  |  |  | Stephen Doyle    | Shelbourne       |
| 14  |  |  | Paddy Duncan     | St. James's Gate |
| 14  |  |  | Christy Robinson | Bohemians        |